# Pfaffia denudata
Pfaffia denudata là loài thực vật có hoa thuộc họ Dền. Loài này được (Moq.) Kuntze miêu tả khoa học đầu tiên năm 1891.